# Gadr-110
Gadr-110 je balistički projektil srednjeg dometa (MRBM), projektiran i razvijen u Iranu. Projektil ima domet 2500-3000 km. Oružane snage Irana objavile su detalje 2005. prilikom vojne parade kojom je obilježen kraj Iransko-iračkog rata.
Projektil Gadr-110 je unaprijeđena verzija Šahaba-3A, koji je poznat i kao Gadr-101. Pretpostavlja se da ima prvi stupanj koristi tekuće pogonsko gorivo, dok drugi stupanj koristi kruto pogonsko gorivo što povećava domet na preko 2,000 km.
Karakteristike Gadr-110 projektila su veće manevarske sposobnosti i kraće vrijeme pripreme od Šahaba-3. Vrijeme postavljanja projektila u aktivno stanje je 30 minuta, dok kod starijih modela poput Šahaba-3 iste pripreme straju više sati. Projektil je u potpunosti razvijen u Iranu, u strogo čuvanom Hemmat raketno-industrijskom kompleksu.